# Matujzy (okręg wileński)
Matujzy (lit. Matuizos) − wieś na Litwie, w gminie rejonowej Soleczniki, 5 km na południowy zachód od Koleśników, zamieszkana przez 105 ludzi. 
W II Rzeczypospolitej miejscowość należała do powiatu lidzkiego w województwie nowogródzkim.